# (100608) 1997 SQ6
(100608) 1997 SQ6 es un asteroide perteneciente al cinturón de asteroides, descubierto el 23 de septiembre de 1997 por el equipo del Spacewatch desde el Observatorio Nacional de Kitt Peak, Arizona, Estados Unidos.

## Designación y nombre
Designado provisionalmente como 1997 SQ6.

## Características orbitales
1997 SQ6 está situado a una distancia media del Sol de 2,674 ua, pudiendo alejarse hasta 3,052 ua y acercarse hasta 2,296 ua. Su excentricidad es 0,141 y la inclinación orbital 0,879 grados. Emplea 1597,61 días en completar una órbita alrededor del Sol.

## Características físicas
La magnitud absoluta de 1997 SQ6 es 16,4. Tiene 2 km de diámetro y su albedo se estima en 0,109.